# Дженіс Картер
Дженіс Картер (англ. Janis Carter, 10 жовтня 1913 — 30 липня 1994) — американська акторка та співачка, популярна в 1940—1950-х роках.

## Біографія
Дженіс Картер народилася в Клівленді в Огайо. Після закінчення Математичного коледжу переїхала в Нью-Йорк, де мріяла розпочати кар'єру оперної співачки. Але в цій справі її спіткала невдача, і вона вирішила спробувати щастя на Бродвеї. Там її помітив продюсер Дерріл Ф. Занук, який був вражений талантом молодої співачки та акторки і підписав з нею контракт на зйомки в кіно.
Незабаром її акторська кар'єра стала успішно розвиватися, і Картер перебралася в Голлівуд. Починаючи з 1941 року вона знялася в понад 30 фільмах компаній «20th Century Fox», «MGM», «Columbia» і «RKO». Знялася у фільмах нуар «Нічний редактор» (1946), «Підставлений» (1947) з Гленном Фордом і «Я люблю труднощі» (1948), а в картині «Літаючі морпіхи» (1951) її партнером був Джон Уейн.
У 1950-х роках Дженіс Картер повернулася в Нью-Йорк, де почала працювати на телебаченні, знімаючись в комедіях, драмах, деякий час була ведучою власного шоу. 
У 1956 році Дженіс Картер вступила в шлюб і назавжди залишила акторську кар'єру. 
Померла 30 липня 1994 від серцевого нападу у віці 80 років.

## Вибрана фільмографія
- 1942 — Інша жінка
- 1943 — Леді з бурлеску — Джанін
- Літаючі морпіхи (1951) — Джоан Кірбі
- Моє заборонене минуле (1951) — Корінн Лукас
- Жінка на пірсі 13 (1949) — Крістін Норман
- Я люблю труднощі (1948) — місіс Каприйо, вона ж Джейн Брігер, вона ж Джейні Джой
- Підставлений (1947) — Паула Крейг
- Нічний редактор (1946) — Джилл Меррілл
- Тисяча і одна ніч (1945) — Дівчина в гаремі (в титрах не вказана)